# The Venus Model
The Venus Model és una pel·lícula muda estrenada el 16 de juny de 1918 protagonitzada per Mabel Normand, Rod La Rocque i Alec B. Francis, entre d'altres, i dirigida per Clarence G. Badger. La pel·lícula és feta en una època en què la majoria dels estudis cinematogràfics nord-americans s'ubicaven a Fort Lee, a Nova Jersey. El seu estatus actual és desconegut, cosa que suggereix que probablement es tracta d'un pel·lícula perduda.

## Argument
Kitty O'Brien és una costurera que treballa en l'empresa Braddock & Co. que fabrica banyadors però que estan tan passats de moda que hi ha l'amenaça de tancament. Un dia intentant escapar del càstig del capatàs a qui havia imitat, es cola per error al despatx de John Braddock, l'amo de l'empresa. Per tal d'explicar la seva presència en el despatx, Kitty li ensenya un banyador que ha dissenyat. El banyador esdevé ràpidament un gran èxit.
Bradock es veu obligat a prendre alguns dies de descans per culpa de l'excés de treball i pel mode de vida extravagant que duu el seu fill Paul. Marxa de vacances al camp deixant Kitty al càrrec del negoci. Durant la seva absència arriba Paul que ha estat expulsat de la Universitat i Kitty, que no el coneix, li ofereix un lloc de treball de poca volada a l'oficina. Paul, determinat a provar-se a si mateix, accepta el lloc de treball sota un nom fictici però poc després apareix Hattie Fanshaw, una antiga amant de Paul la qual l'amenaça de fer-li xantatge. Kitty s'adona de que es tracta del fill de l'amo i decideix ajudar-lo. Enganya a Hattie fent-li signar una confessió i li ofereix una feina a condició que es reformi. Per la seva banda, Paul ajuda Kitty a lliurar-se de Briggs, el pare dissolut de Dimples. Quan John Braddock retorna a la feina troba el seu fill promès amb Kitty.

## Repartiment
- Mabel Normand (Kitty O'Brien)
- Rod La Rocque (Paul Braddock)
- Alec B. Francis (John Braddock)
- Alfred Hickman (Nathan Bergman, comprador)
- Edward Elkas (Briggs)
- Edward Boulden (Bagley)
- Albert Hackett (noi)
- Una Trevelyn (Hattie Fanshawe)
- Nadia Gary ('Dimples' Briggs)